# Liste der Vereine im Deutschen Wanderverband
Diese Liste der Vereine im Deutschen Wanderverband dient der Aufnahme sämtlicher Mitgliedsvereine des Deutschen Wanderverbandes.

## Mitgliedsvereine
| Verein                                                 | Vereinsgebiet                                                                                  | gegründet                                  | Mitgliederzahl       | Mitglied seit |
| ------------------------------------------------------ | ---------------------------------------------------------------------------------------------- | ------------------------------------------ | -------------------- | ------------- |
| Alz-Ruperti-Wanderwege-Verein                          | Südost-Oberbayern                                                                              | 14. März 2018 in Trostberg                 | 22                   |               |
| Baumberge-Verein                                       | Baumberge                                                                                      | 1896                                       | 125                  |               |
| Bayerischer Wald-Verein 1                              | Bayerischer Wald                                                                               | 25. November 1883 in Deggendorf            | 20.000               |               |
| Berliner Wanderclub 3                                  | Berlin, Harz                                                                                   | 9. November 1894 in Berlin                 | 214                  |               |
| Brandenburgischer Wandersport- und Bergsteiger-Verband |                                                                                                | 11. August 1990 in Königs Wusterhausen     |                      |               |
| Eggegebirgsverein                                      | Eggegebirge                                                                                    | 11. März 1900 in Altenbeken                | 06.000               |               |
| Eifelverein                                            | Eifel                                                                                          | 22. Mai 1888 in Bad Bertrich               | 23.000               |               |
| Erzgebirgsverein                                       | Erzgebirge                                                                                     | 5. Mai 1878 in Schneeberg                  | 3.300–3.800          |               |
| Fichtelgebirgsverein                                   | Fichtelgebirge                                                                                 | 1888 in Wunsiedel                          | 15.200               |               |
| Fränkischer Albverein                                  | Fränkische Alb, Hersbrucker Alb, Rangau, Aischgrund, Altmühltal, Frankenhöhe, Oberpfälzer Jura | 15. Mai 1914 in Nürnberg                   | 4.000–4.400          |               |
| Fränkische-Schweiz-Verein                              | Fränkische Schweiz                                                                             | 29. September 1901 in Schüttersmühle       | über 6.500           |               |
| Frankenwaldverein                                      | Frankenwald                                                                                    | 1. Januar 1876 in Nordhalben               | über 10.000–11.000   |               |
| Glatzer Gebirgsverein                                  | Grafschaft Glatz, Braunschweiger Land, Lüneburger Heide, Elm, Harz                             | 2. März 1881 in Glatz                      | über 1.000           |               |
| Hannoverscher Wander- und Gebirgsverein                |                                                                                                | 1883                                       | 500                  |               |
| Harzklub                                               | Harz                                                                                           | 8. August 1886 in Seesen                   | 13.000–15.000        |               |
| Haßbergverein                                          | Haßberge                                                                                       | 1928 in Hofheim in Unterfranken            | 1.800–1.900          |               |
| Hessisch-Waldeckischer Gebirgs- und Heimatverein       | Nordhessen                                                                                     | 27. August 1883                            | 7.500                |               |
| Hunsrückverein                                         | Hunsrück                                                                                       | 1890                                       | über 3.000           |               |
| Knüllgebirgsverein                                     | Knüllgebirge                                                                                   | 1884                                       | 2.000–3.200          |               |
| Kölner Eifelverein                                     | Eifel                                                                                          | 1888                                       | 870                  |               |
| Mährisch-Schlesischer Sudetengebirgsverein 2           | Altvatergebirge                                                                                | 26. April 1881 in Freiwaldau               | 3.200–über 4.000     |               |
| Märkischer Wanderbund Fläming-Havelland                | Fläming                                                                                        | 28. März 2007                              | 50                   |               |
| Oberhessischer Gebirgsverein                           | Mittelhessen                                                                                   | 8. März 1894 in Marburg                    | 1.600                |               |
| Oberpfälzer Waldverein                                 | mittlere und nördliche Oberpfalz                                                               | 2. Juli 1916                               | 11.681               |               |
| Odenwaldklub                                           | Odenwald                                                                                       | 8. Januar 1882 in Zipfen                   | 13.000–14.000–15.000 |               |
| Pfälzerwald-Verein                                     | Südteil von Rheinland-Pfalz, Saarpfalz-Kreis                                                   | 27. November 1902 in Ludwigshafen am Rhein | über 25.000–27.000   |               |
| Potsdamer Wanderbund                                   | Fläming, Zauche, südliches Havelland                                                           | 9. Mai 1990                                | 230                  |               |
| Rennsteigverein                                        | Thüringer Wald, Frankenwald                                                                    | 24. Mai 1896 bei Steinbach am Wald         | über 1.400           |               |
| Rhein-Taunus-Klub                                      | Wiesbaden, Rheingau, Taunus (Westteil)                                                         | 1882                                       | 750                  |               |
| Rhönklub                                               | Rhön                                                                                           | 6. August 1876 in Gersfeld                 | über 23.000–24.000   |               |
| Riesengebirgsverein                                    | Riesengebirge                                                                                  | 1. August 1880 in Hirschberg               | 1.000                |               |
| Rott-Inntal-Verein                                     | Rottal, Inntal                                                                                 | 1. August 1972 in Bayerbach                | 150                  |               |
| Saarwald-Verein                                        | Saarland                                                                                       | 1907                                       | 2.400–4.000          |               |
| Sauerländischer Gebirgsverein                          | Sauerland, Ruhrgebiet, Münsterland, Bergisches Land, Siegerland                                | 19. Juli 1891                              | 31.000               |               |
| Schwäbischer Albverein                                 | Württemberg                                                                                    | 13. August 1888 in Plochingen              | 94.000               |               |
| Schwarzwaldverein                                      | Schwarzwald                                                                                    | 8. Juni 1864 in Freiburg im Breisgau       | 65.000               |               |
| Sollingverein                                          | Solling                                                                                        | 21. Oktober 1888 in Neuhaus im Solling     | 1.200                |               |
| Spessartbund                                           | Naturpark Spessart                                                                             | 1913 in Hanau                              | 16.000–über 17.000   |               |
| Steigerwaldklub                                        | Steigerwald                                                                                    | 1901 in Gerolzhofen                        | 1.800                |               |
| Taunusklub                                             | Taunus (Ostteil)                                                                               | 5. Januar 1868 auf dem Großen Feldberg     | 3.000                |               |
| Teutoburger-Wald-Verein                                | Teutoburger Wald                                                                               | 25. Juni 1902 in Bad Rothenfelde           |                      |               |
| Thüringer Gebirgs- und Wanderverein                    | Thüringen                                                                                      | 24. Juni 1990 in Bad Blankenburg           | 2.360                |               |
| Thüringerwald-Verein                                   | Thüringer Wald                                                                                 | 29. August 1880 in Ilmenau                 | 1.850                |               |
| Verein Dübener Heide                                   | Naturpark Dübener Heide                                                                        | 28. September 1930 in Düben                | 400                  |               |
| Verein Niederrhein                                     | Region Niederrhein                                                                             | 23. März 1928 in Krefeld                   | 2.500                |               |
| Vogelsberger Höhen-Club                                | Vogelsberg, Wetterau                                                                           | 22. Juni 1881 in Schotten                  | über 3.500           |               |
| Verband Vogtländischer Gebirgs- und Wandervereine      | Vogtland                                                                                       | 1881                                       | 500                  | 2003          |
| Wanderbewegung Magdeburg                               | Sachsen-Anhalt                                                                                 | 1994                                       | 150–170–180          |               |
| Wanderfreunde Bad Salzuflen                            | Lipper Bergland                                                                                | 1. Juni 1934                               | 200                  |               |
| Wandern und Erleben Allgäu 4                           | Allgäu                                                                                         | 19. Juli 2015 in Wertach                   | 29                   |               |
| Wander- und Lennebergverein „Rheingold“ Mainz          | Lennebergwald                                                                                  | 1874                                       | 180                  |               |
| Wanderverband Mecklenburg-Vorpommern                   | Mecklenburg-Vorpommern                                                                         | 2007                                       | 300                  |               |
| Wanderverband Norddeutschland                          | Hamburg, Schleswig-Holstein, Niedersachsen, Bremen                                             | November 1905                              | 2.000                |               |
| Wanderverein Porta Westfalica-Mittelweser              | Minden, Petershagen, Porta Westfalica, Landkreis Nienburg/Weser, Landkreis Schaumburg          | 4. September 1975 auf Schloss Arensburg    | 130                  |               |
| Wanderverband Sächsische Schweiz                       | Sächsische Schweiz                                                                             | 17. April 2012                             |                      |               |
| Werratalverein                                         | Werratal                                                                                       | 10. Juni 1883 in Eschwege                  |                      |               |
| Westerwald-Verein                                      | Westerwald                                                                                     | 6. Mai 1888 in Selters (Westerwald)        | 7.000–7.500          |               |
| Wiehengebirgsverband Weser-Ems                         | Regierungsbezirk Weser-Ems, Kreis Minden-Lübbecke, Kreis Herford, Kreis Steinfurt              | 16. August 1908 in Bad Essen               | 8.200                |               |

## Mitgliedsvereine von Landesverbänden
Vereine, die selbst Mitglied im Deutschen Wanderverband sind, werden hier nicht noch einmal aufgeführt
- „Altmärkischer Wanderverein“ (Landesverband Sachsen-Anhalt). Am 7. September 2007 in Klötze gegründet.[103]
- „Bund der Thüringer Berg-, Burg- und Waldgemeinden“ (Landesverband Thüringen)[104]
- „Deutsches Jugendherbergswerk Landesverband Sachsen-Anhalt“ (Landesverband Sachsen-Anhalt)[105]
- „Neubrandenburger Wanderfreunde“ (Landesverband Mecklenburg-Vorpommern)[106]
- „Schweriner Wanderfreunde“ (Landesverband Mecklenburg-Vorpommern)[106]
- „St. Jakobus-Gesellschaft Sachsen-Anhalt“ (Landesverband Sachsen-Anhalt)[105]
- „Wandertreff Rostock“ (Landesverband Mecklenburg-Vorpommern)[106]

## Fördermitglieder
- „Lahntal Tourismus Verband“. Tourismusverband für das Lahntal mit Sitz in Wetzlar.
- „Sächsischer Wander- und Bergsportverband“. Zusammenschluss von 146 Wander- und Bergsportvereinen bzw. Abteilungen oder Gruppen von Vereinen des Landessportbundes Sachsen mit Sitz in Dresden.[107]
- „UNESCO-Welterbestätten Deutschland“. Zusammenschluss der deutschen Welterbestätten und der jeweiligen touristischen Organisationen mit Sitz in Quedlinburg.[108]
- „Welterberegion Wartburg Hainich“. Tourismusverband der Welterberegion Wartburg Hainich mit Sitz in Weberstedt.

## Ehemalige Mitgliedsvereine
- „Berlin-Brandenburg-Bund“. Bis zu seiner Auflösung im Jahr 2006 Mitglied des Verbandes, danach ging die Mitgliedschaft auf den Berliner Wanderclub über.
- „Frankfurter Stadtwaldverein“. Am 31. Mai 1903 in Oberreifenberg als Erster Frankfurter Touristenklub Sachsenhausen gegründet, vor dem Ersten Weltkrieg in den Verband eingetreten.[109][101]
- „Heimatbund Allgäu“. Zum 1. Januar 2016 übernahm der Verein Wandern und Erleben Allgäu die Mitgliedschaft des Heimatbundes im Verband.
- „Interessensgemeinschaft Bayerischer Wald“. Da der Bayerische Wald-Verein von 2007 bis 2015 nicht Mitglied im Deutschen Wanderverband war, wurde dieser von Juni 2008 bis Ende 2013 ersatzweise von der aus den Sektionen Dreiburgenland und Ruderting-Neukirchen bestehenden Interessengemeinschaft vertreten.[100][101]
- „Norddeutscher Wanderbund Mecklenburg-Vorpommern“. Im Jahr 1990 gegründet[110], 2007 durch den neugegründeten Wanderverband Mecklenburg-Vorpommern abgelöst.[86]
- „Schlesischer Sudetengebirgsverein“. Am 17. September 1922 in Neisse infolge des Versailler Vertrags als Abspaltung aus dem Mährisch-Schlesischen Sudetengebirgsverein entstanden. Nach kurzfristiger Wiedereingliederung während der Zugehörigkeit des Sudetenlandes zum Deutschen Reich ab 1949 wieder eigenständiger Wanderverein im Deutschen Wanderverband mit Sitz in Hagen. 1971 aufgelöst.[111][112]
- „Verband der Gebirgsvereine an der Eule“. Am 11. April 1882 als Eulengebirgsverein in Reichenbach gegründet und am 7. Oktober 1883 zum Verband der Gebirgsvereine an der Eule erweitert, war er das 38. Mitglied des Wanderverbandes. Spätestens 1946 mit dem Tod des damaligen Vorsitzenden Dr. Kordhenke als vollwertiges Mitglied erloschen, behielt der Verein ein Gastrecht im Wanderverband.[113][114]
- „Vogesenclub“. Gegründet am 15. Dezember 1872 in Straßburg und einer der maßgeblichen Initiatoren zur Gründung des Verbandes Deutscher Gebirgs- und Wandervereine. Nach Rückkehr Elsaß-Lothringens zu Frankreich 1919 ausgeschieden, von 1940 bis 1944 als Vogesenverein wieder kurzfristig im Verband. Gründungsmitglied des Französischen Wanderverbandes (1947) und der Europäischen Wandervereinigung. Seit 1995 offizielle Bezeichnung Féderation du Club Vosgien.[115]
- „Wanderverein Hameln-Weserbergland“. Wanderverein mit Sitz in Hameln.